# Young Americans (nummer)
Young Americans is een nummer van de Britse muzikant David Bowie, uitgebracht als de eerste single van zijn gelijknamige album Young Americans uit 1975.

## Achtergrond
"Young Americans" is de eerste single die Bowie uitbracht tijdens zijn soulobsessieve periode en was tevens zijn eerste grote hit in de Verenigde Staten. De sound van het lied beschreef hij later als "plastic soul". Het nummer maakt referenties naar het Mccarthyisme, Rosa Parks en Richard Nixon en bevat de regel "I heard the news today, oh boy!" uit het Beatles-nummer "A Day in the Life". John Lennon, die oorspronkelijk deze regel had geschreven, verscheen ook op het album Young Americans op de Beatles-cover "Across the Universe" en "Fame, waar hij ook aan meeschreef. De track staat op nummer 481 in The 500 Greatest Songs of All Time van het magazine Rolling Stone.

## Covers en invloed
- Luther Vandross, een van de achtergrondzangers, zou het nummer na 1975 regelmatig vertolken als soloartiest.
- Slash, gitarist van Guns 'N Roses, noemde het nummer als inspiratiebron.
- Soulband Durand Jones & The Indications bracht in 2020 een cover uit als downloadbare single.

## Tracklijst
Verenigd Koninkrijk
1. "Young Americans" (Bowie) - 5:10
2. "Suffragette City" (live) (Bowie) - 3:45

Verenigde Staten
1. "Young Americans" (Bowie) - 3:16
2. "Knock on Wood" (live) (Eddie Floyd, Steve Cropper) - 3:03

## Muzikanten
- David Bowie: zang, gitaar
- Carlos Alomar: gitaar
- Willie Weeks: basgitaar
- Mike Garson: piano
- Andy Newmark: drums
- David Sanborn: saxofoon
- Larry Washington: conga
- Luther Vandross, Robin Clark, Ava Cherry: achtergrondzang

## NPO Radio 2 Top 2000
| Nummer met noteringen in de NPO Radio 2 Top 2000 | '99  | '00-'01 | '02  | '03  | '04-'13 | '14  | '15 | '16  | '17  |
| ------------------------------------------------ | ---- | ------- | ---- | ---- | ------- | ---- | --- | ---- | ---- |
| Young Americans                                  | 1378 | -       | 1719 | 1811 | -       | 1976 | -   | 1203 | 1708 |

1. ↑  Een '-' betekent dat het nummer niet was genoteerd en een vetgedrukt getal geeft de hoogste notering aan.
2. ↑  Deze tabel is bijgewerkt tot en met de laatste editie (2024).